# Diplomutbildning
Diplomutbildning var vid svenska musikhögskolor en påbyggnadsutbildning på musikerutbildning.
Utbildningen kallas idag musikerutbildning – avancerad nivå och omfattar ett eller två års heltidsstudier efter grundutbildning. Utbildningen kan avslutas med en "diplomkonsert".
Inom folkbildning och andra institutioner kallas ibland kurser som är av längre karaktär för diplomutbildningar. Ett diplom utfärdas som intyg på kunskaperna.